# Ron Riley (cestista 1973)
Ron Riley (Las Vegas, 27 dicembre 1973) è un ex cestista e allenatore di pallacanestro statunitense.

## Carriera

### Giocatore
Scelto al secondo giro del draft NBA del 1996, Riley milita nelle leghe professionistiche statunitensi (CBA, NBDL ed ABA), nella serie A austriaca ed in Siria.

### Allenatore
Vanta un'esperienza di assistente allenatore all'Università di Great Falls.

## Palmarès

### Giocatore
- CBA All-Rookie Second Team (1997)
- Coppa d'Austria: 2

Traiskirchen Lions: 2000, 2001

## Curiosità
È cugino del cestista Marcus Banks.